# Diangomenou
Diangomenou est un village du centre de la Côte d'Ivoire appartenant à la sous-préfecture d'Angoda, dans la Région Bélier (District des Lacs,  Région des Lacs avant 2011). En 2014, il comptait 780 habitants.